# Latin vitorla

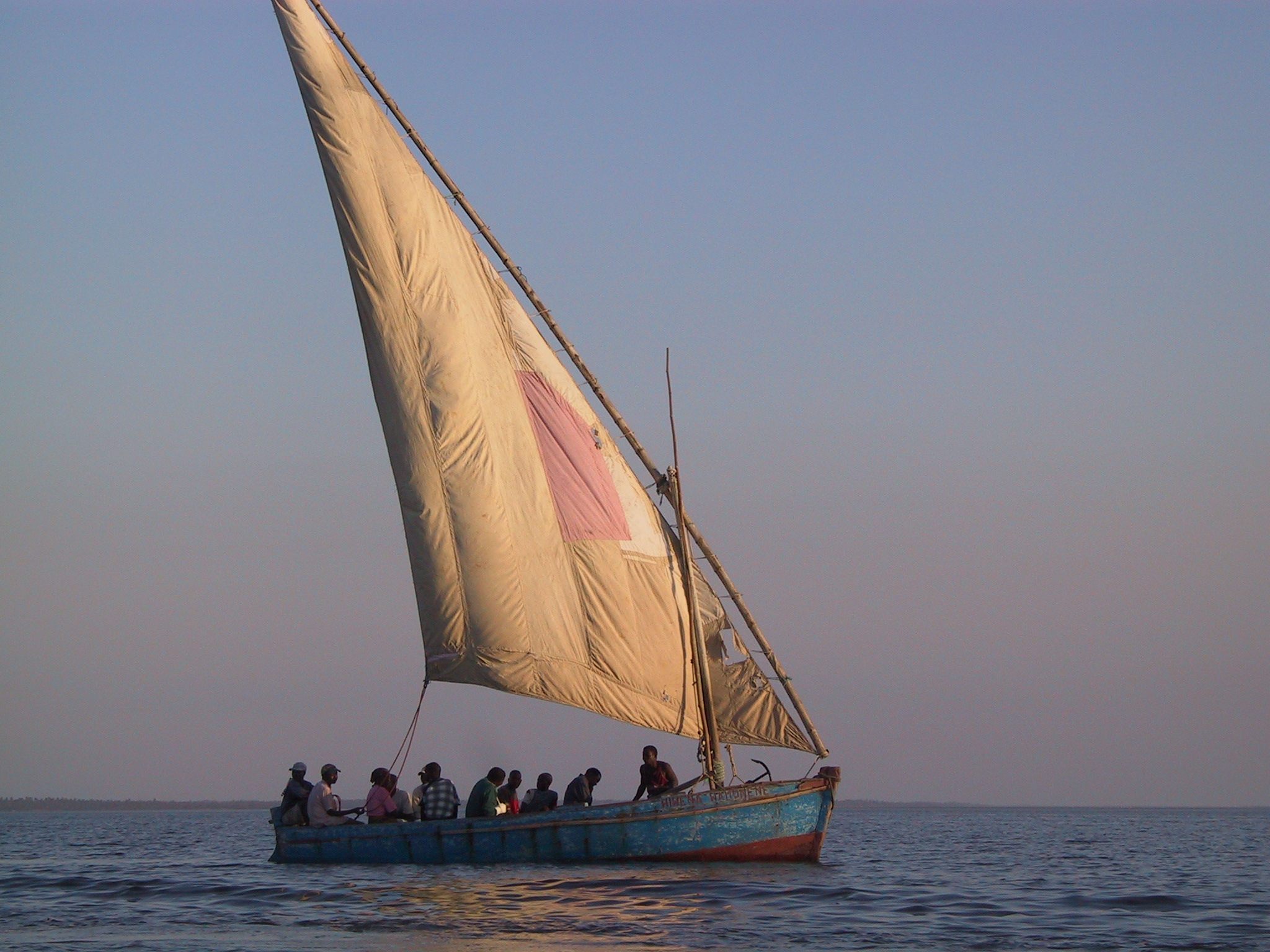
Latinvitorlát használó dau (2006)

A latin vitorla egy háromszög alakú vitorla, mely meghatározó szerepet játszott a középkori tengeri hajózásban. A korai négyszögletes vitorlák csak szél szerinti haladást tettek lehetővé a hajók számára (amikor a szél hátulról fújt). A latin vitorla volt az első olyan rendszerű vitorla, amivel gyakorlatilag bármely széliránnyal lehetett előre haladni.
A többnyire hosszúkás, háromszög alakú vitorla rúdja egy rövid árbóchoz van rögzítve. A vitorla rúdja elöl a fedélzethez csatlakozik, hátrafelé emelkedik, és általában magasan az árbóc fölé nyúlik, amihez a vitorlarúd nagyjából középtájon csatlakozik. A vitorla bármelyik oldalról érkező szelet fel tud fogni. Így a hajó meglehetősen mozgékony, és ez jelentősen hozzájárult az arab hajósok általi elterjedéséhez a Földközi-tenger mentén, továbbá az ebben a térségben folytatott kereskedelem fejlődéséhez.
Ez a vitorlatípus, illetve az ezzel épített hajó már az i. e. 2. században létezett, eredetileg valószínűleg az ókori Egyiptomból vagy a Perzsa-öböl vidékéről származott.